# Aeropuerto Internacional de Ventspils
El Aeropuerto Internacional de Ventspils (en letón: Ventspils Starptautiskā Lidosta) (IATA: VNT, OACI: EVVA), es un aeropuerto situado en la localidad de Ventspils, en  Letonia. Es uno de los tres aeropuertos principales del país, junto con el Aeropuerto Internacional de Riga y el Aeropuerto Internacional de Liepāja, y de los tres, es el más nuevo, comenzando a funcionar en el año 1975.